# Ouida
Ouida, pseudonimo di Maria Louise Ramé o, come lei preferiva farsi chiamare Marie Louise de la Ramée (Bury St Edmunds, 1º gennaio 1839 – Viareggio, 25 gennaio 1908), è stata una scrittrice britannica.

## Biografia
Nata nel Suffolk da padre francese e madre inglese, a diciott'anni si trasferì con la madre nel sobborgo londinese di Ravenscourt Park, dove intraprese una rapida e apprezzata carriera di scrittrice adottando lo pseudonimo Ouida (deformazione infantile del nome Louise). Viaggiò a lungo nel continente per poi decidere di stabilirsi in Italia dove risiedette per oltre trent'anni, dal 1874 fino alla morte. Quando la scrittrice giunse in Toscana, inizialmente si stabilì a Firenze e poi nel 1874 soggiornò nelle colline di Scandicci. È sepolta nel cimitero inglese di Bagni di Lucca in una tomba a sarcofago rassomigliante a quella di Ilaria del Carretto.

## Opere
Nei suoi scritti traspaiono sia le idee anticonformiste sia la volontà di evadere dal contesto della limitante condizione femminile dell'epoca.

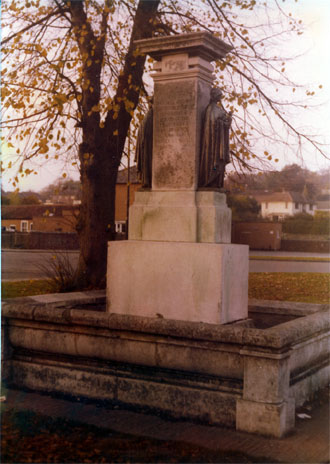
Memoriale di Ouida.

Nel corso della sua vita ha scritto oltre una quarantina di opere, tra cui numerosi romanzi come Sotto due bandiere, Falene o La principessa Napraxine. Attivista dei diritti degli animali, spesso li faceva diventare protagonisti delle sue opere, come nel romanzo Il cane delle Fiandre.
Degli altri volumi di Ouida meritano di essere ricordati: Due zoccoletti (1876), storia di un piccolo vaso di fiori; Bimbi (1882), brevi racconti rivolti ai più piccoli; In Maremma (1882), storia di un povero ragazzo abbandonato; La Stufa di Norimberga, storia di un bambino che si nasconde in una stufa e dopo mille curiose peripezie arriva alla corte del Re; Pascarel (1873) e Una stazione invernale. Questi due ultimi volumi sono il contributo di ammirazione alla città di Firenze che Ouida descrive con grande abbondanza di dati, riferimenti e citazioni.

### Elenco delle opere
- Held in Bondage (Stretti nella schiavitù), 1863
- Stathmore, 1865
- Chandos, 1866
- Cecil Castlemaine's Gage, 1867
- Idalia, 1867
- Under Two Flags (Sotto due bandiere), 1867
- Beatrice Boville, 1868
- Puck, 1870
- Tricotrin, 1870
- Folle-Farine, 1871
- A Dog of Flanders (Il cane delle Fiandre), 1872
- Pascarello, 1873
- Signa, 1875
- In a Winter City (In una città d'inverno), 1876
- Ariadne, 1877
- Friendship (Un'amicizia), 1878
- Moths (Falene), 1880
- Pipistrello, 1880
- A Village Commune (Un comune rurale), 1882
- Bimbi, 1882
- In Maremma, 1882
- Afternoon, 1883
- Frescoes, 1883
- Wanda, 1883
- Princess Napraxine (La Principessa Napraxine), 1884
- The Nürnberg Stove (1895)
- A Rainy June, 1885
- Othmar, 1885
- A House Party, 1886
- Don Gesualdo, 1886
- Guideroy, 1889
- Ruffino, 1890
- Syrlin, 1890
- Santa Barbara, 1891
- The Tower of Taddeo, 1892
- The Silver Christ, 1894
- Two Offenders, 1894
- Toxin, 1895
- An Altruist, 1897
- Dogs, 1897
- Le Selve, 1897
- Muriella, 1897
- The Massarenes, 1897
- La Strega, 1899
- Critical Studies, 1900
- The Waters of Edera, 1900
- Street Dust, 1901
- Heliantus, 1908

## Filmografia (parziale)
- Gekijōban Furandāsu no inu, regia di Yoshio Kuroda (1997), film d'animazione prodotto dalla Nippon Animation e remake della serie anime del 1975 Il fedele Patrash, basata su Il cane delle Fiandre.
- Il fedele Patrash, regia di Yoshio Kuroda (1975), anime televisivo prodotto dalla Nippon Animation e ispirato a Il cane delle Fiandre.
- Her Greatest Love, regia di J. Gordon Edwards (1917)
- Under Two Flags, regia di J. Gordon Edwards (1916), già uscito in due film nel 1912, rispettivamente con regia di Lucius Henderson e George Nichols e con due rifacimenti del 1922, regia di Tod Browning e del 1936, regia di Frank Lloyd